# Suomenlinna
Suomenlinna (finski za "Finska utvrda"), koja je do 1918. bila poznata kao Viapori (finski) ili Sveaborg (švedski za "Sveova utvrda"), je naseljena pomorska utvrda koja se proteže na šest otoka (Kustaanmiekka, Susisaari, Iso-Mustasaari, Pikku-Mustasaari, Länsi-Mustasaari i Långören) u Baltičkom moru, koji su danas dio glavnog finskog grada, Helsinkija.
Godine 1991. upisana je na UNESCO-ov popis mjesta svjetske baštine u Europi kao jedinstven primjer europske pomorske utvrde svog doba.

## Povijest
Švedski kraljevi su započeli njezinu izgradnju 1748. godine kako bi se obranili od nadiranja Ruskog Carstva. Njezine utvrde dizajnirao je Augustin Ehrensvärd na kojega je utjecao najpoznatiji francuski graditelj utvrda, Vauban. Stoga ova utvrda ima zvjezdoliki plan i mnoštvo bastiona koji su prilagođeni njezinoj lokaciji na šest otoka. Pored vojnih baraka počeo je nicati i pravi barokni grad s velikim trgom na otoku Iso Mustasaari, po uzoru na pariški Place Vendôme, za vojne časnike.
Kako bi se osigurala sigurnost utvrde na kopnu su također izgrađene utvrde kako neprijatelj ne bi mogao grupirati svoju vojsku u eventualnom napadu na Švedsku. Tu je bio smješten cijeli finski garnizon švedske vojske i kraljevska mornarica. Ipak, za Finskog rata, Suomenlinna se predala Rusiji 3. svibnja 1808. godine, kao posljednje švedsko utočište u Finskoj. Nakon toga su Rusi okupirali cijelu Finsku 1809. godine.
Rusi su nastavili utvrđivati Suomenlinnu koja je strašno stradala od anglo-francuske flote u Krimskom ratu (1853. – 56.). Rusi su je obnovili i dodatno utvrdili novim topovskim bunkerima.
Tijekom Prvog svjetskog rata i Finskog građanskog rata, Suomenlinna je pripala Finskoj 1917. godine i pretvorena je u vojni zatvor. God. 1973. vojska je napustila utvrdu i ona je postala finski zaštićeni spomenik baštine, a na njenim otocima trajno obitava oko 900 stanovnika koji pripadaju gradu Helsinkiju. Tu se još uvijek nalazi Pomorska akademija finske mornarice (Merisotakoulu), ali je uglavnom turistička atrakcija. God. 2009. posjetilo ju je više od 713,000 posjetitelja.

## Vanjske poveznice
- Suomenlinna - službena stranica
- Fotografije Suomenlinne  Arhivirana inačica izvorne stranice od 29. ožujka 2006. (Wayback Machine)
- Utvrde Suomenlinne  Arhivirana inačica izvorne stranice od 7. lipnja 2011. (Wayback Machine)

### Ostali projekti
|  | Zajednički poslužitelj ima još gradiva o temi Suomenlinna |